# Трап (морски термин)
Вижте пояснителната страница за други значения на Трап.
Трап (на английски: ladder), (на нидерландски: trap) е всеки тип стационарна корабна стълба за връзка между помещения, отсеци, палубите на съда и/или съда и брега, а също преносими гъвкави въжени стълби направени от растителен или синтетичен материал.
Нестационарната корабна стълба или пътека, за връзка между кораба и брега се нарича сходня/сходни.
Нестационарната подвижна стълба, по която лоцманът слиза от планшира на фалшборда на палубата или се качва от палубата на планшира на фалшборда се нарича полу-трап.
Траповете биват:
- Според местоположението си на кораба:

вътрешни и външни;
- Според ширината:

еднопосочни и двупосочни;
- Според монтажа си:

стационарни; разглобяеми и преносими;
- Според ориентацията им относително палубата на съда:

наклонени и вертикални.
На бойните кораби, в зависимост от установления ред, част от траповете се използват за еднопосочно движение (само нагоре или само надолу).
Полу-трап (на английски: bulwark ladder) е нестационарна, преносима неголяма наклонена стълба в помощ на лоцмана да се качи или слезе от планшира на фалшборда на палубата. Има перила.
Вътрешните трапове на пътническите кораби са художествено издържани, имат голяма ширина и малък наклон.
Вертикалните Скоб-трапове са вертикални или почти вертикални стълби от стоманени, огънати на П, квадратни профили (кръгли не се използват, заради хлъзгането на крака), без перила. Квадратния профил следва да е така огънат, че кракът да бъде под ъгъл (отново за намаляване на приплъзването, което обаче се отразява зле на обувките). Поставят се често на мачти, комини, шлюпбалки, в шахти, трюмове, кули. Скоб-трапа се състои от стоманени прътове (скоби), заварени една над друга, през определено разстояние.
Задборден трап (на английски: accommodation ladder) е трап прикрепен от една страна към борда на съда и вдигащ се с помощта на траповата лебедка на трап-балка при походно положение. Използва се когато съдовете са в престой на рейд или на кея, служи за качване или слизане от съда на лодка (катер) или непосредствено на кея. Задбордните трапове се вдигат и спускат с помощта на трап-балки – това са товароподемни механизми, с въжета, които спускат, вдигат и държат на необходимото ниво долните площадки на задбордните трапове.
Параден задборден трап – същото като задбордния трап – за приемане на посетители.
Параден вътрешен трап – на пътническите съдове и на някои стари сухогрузи – е трап с голяма площ, напомнящ по конструкция парадни стълби. На корабите тип „Ленинский Комсомол“ (строени от 1958 г. до 1968 г.) има такива трапове. На пътническите съдове са обичайно явление.
Вертикален трап – обикновено стоманена стълба, закрепена строго вертикално към преграда на съда. Този трап е без перила и може да има предпазващи пръстени, за предпазване от падане (за подпиране странично или с гръб в тях).
Наклонен трап – същата конструкция, като на вертикалния трап, но е под неголям наклон и може да има перила.
Австралийски трап (на английски: australian ladder) е стоманен трап разположен в трюма, появил се в края на 20 век във връзка с появата на големите балкери и Австралийските изисквания във всеки един от товарните трюмове да има един трап австралийски тип (всеки трюм трябва да има два трапа и втория, като правило, е вертикален). Трапа представлява вита стоманена наклонена стълба, имаща достатъчно количество хоризонтални площадки, за да може човек да си почине. Трапа има много добра защита от падане във всички страни. Ако първоначално трапа е задължителен за трюмовете на балкери, при които височината на трюмае над 9 метра, с дестинация Австралия, то в 21 век австралийския трап вече е международно изискване.
Щорм-трап е гъвкав преносим трап от естествено или синтетично въжеа с плоски дървени пречки (стъпенки). Разстоянието между тях е 310 mm. Петата пречка е по-дълга, след това деветата, което е с цел намаляване на момента на усукване при използването му. Окачва се за стрелата (част от рангоута, представлява стрела закачена с шарнир за борда и механизъм за повдигане и спускане. Върху самата стрела може да е окачен щорм или скоб трапове. Те се спускат до нивото на водата). Щорм-трапа служи за връзка между съдове с различни размери при интенсивно вълнение, когато използването на задбордния трап е трудно или опасно. Този трап може лесно да се пренесе от двама души. Трапа може да се използва само ако има съответния за това сертификат и има изисквания за ежегодната му проверка за употреба при издаване на новия сертификат. Този трап изисква периодични проверки и има норми, по които може да се обяви за негоден. Името си получава, че е незаменим за качване на бодра при лошо време (щорм). Използва се за качване и слизане на лоцмана, премахване на налепи, слизане в лодка или на съд с по-нисък надводен борд (например, при бункеровка в морето осигурява връзката между бункеруемия съд и бункеровчика, спускане в спасителен сал), помощ на паднал във водата човек да се качи на борда и т.н.
Маймунски трап (на английски: monkey ladder) е преносим трап от естествено въже с кръгли дървени стъпенки, по лек, но и по люлеещ се от щорм-трапа. В последните десетилетия не се използва, заради изискванията за безопасност и затова не получава сертификат. Обаче е незаменим при премахване на кърмови налепи по борда – в този случай при падане човека просто пада във водата. Този трап изисква добра физическа подготовка и умения за ползването му. Пренася се от един човек. Трапа също изисква периодически преглед и има норми, за да бъде годен за употреба. Такъв тип трап се използва от хеликоптерите за спускане на человек на борда на кораб или качването му от палубата, но все по-рядко. Трапа получава името си в Англия, нарича се така, заради необходимата маймунска ловкост при използването му.
Лодъчен трап (или трапик) е неголям по дължина трап в лодка, абсолютно приличащ на маймунския трап, от естествено въже, с кръгли, като правило, стъпенки. Служи за качването на човек в лодка от водата. Същия тип има и на някои видове спасителни салове стар образец, но там се нарича просто трапик.
Авариен трап (на английски: safety ladder) е щорм трап, закрепен със скоби към палубата до спасителните средства за да може човек да слезе по него в пуснатото на вода спасително средство. Това е същият щорм-трап, но използван само за спасителни цели и е забранено да се сваля и използва за каквото и да е друго.
Лоцмански трап (на английски: pilot ladder) може да се каже, че това е второто име на щорм-трапа, тъй като щорм-трапа се използва за качване и слизане от борда на лоцмана във всяко време. Също това е задборден трап спуснат до нивото на палубата на лоцмански катер в спокойно време (за лоцмански цели) и само условно и единствено по радиото той се нарича така, за да разбере лоцмана, че задбордния трап е приготовен за него.
Комбиниран трап (на английски: combination ladder) – ако височината на надводния борд е над 9 метра, то за приемане и предаване на лоцмана трябва да е оборудван комбиниран трап. Т.е., задборден трап се спуска така, че неговата долна площадка да е на по-малко от 9 метра от нивото на водата, а щорм-трапа (лоцманския трап) се разгръща до водата, закачен за доланата площадка на задбордния трап, така че човек удобно и лесно да може да се качи по едини и да се прехвърли на другия трап. Това е международна норма!
Има такова международно понятие – MADE FAST – закрепен, ошвартован, т.е. приключване на швартовката (акостирането) на съда, когато кораба е готов да приеме на борда пристанищните власти. Счита се, че съда е приключил акостирането при окончателното и пълно поставяне на правилно оборудван трап или сходни от съда към брега, а не при закрепване на последното швартово въже.
Описание на трапа от спецификацията на техническите характеристики на кораба „Тойво Антикайнен“ (дословно)

## Трапове и сходни
Задбортни трапове – 2 броя. Материал – лека сплав, дължина 11 метра. Горна площадка – въртяща се. Стъпенки самонастройващ се тип. Вдигане и спускане – трап-балка и електрическа трапова лебедка. Закрепване в походно положение – в ниша на фалшборда.
Сходни – една, дължина 8 метра от пластмаса (съединяеми две части по 4 метра).

(Забележка: „Тойво Антикайнен“ е постоен през 1970 г., вече през 1985 г. пластмасовата сходня вече я няма – оказва се недълговечна и непрактична. Но това е доказателство, че все пак са се опитвали да правят и пластмасови сходни).